# Cordigliera Cantabrica
La Cordigliera Cantabrica (in spagnolo Cordillera Cantábrica, in basco Kantauriar mendikatea), oppure Monti Cantabrici, è una catena montuosa del nord della Spagna, che si estende per 480 chilometri in direzione est-ovest, parallela al Mar Cantabrico. 

## Descrizione

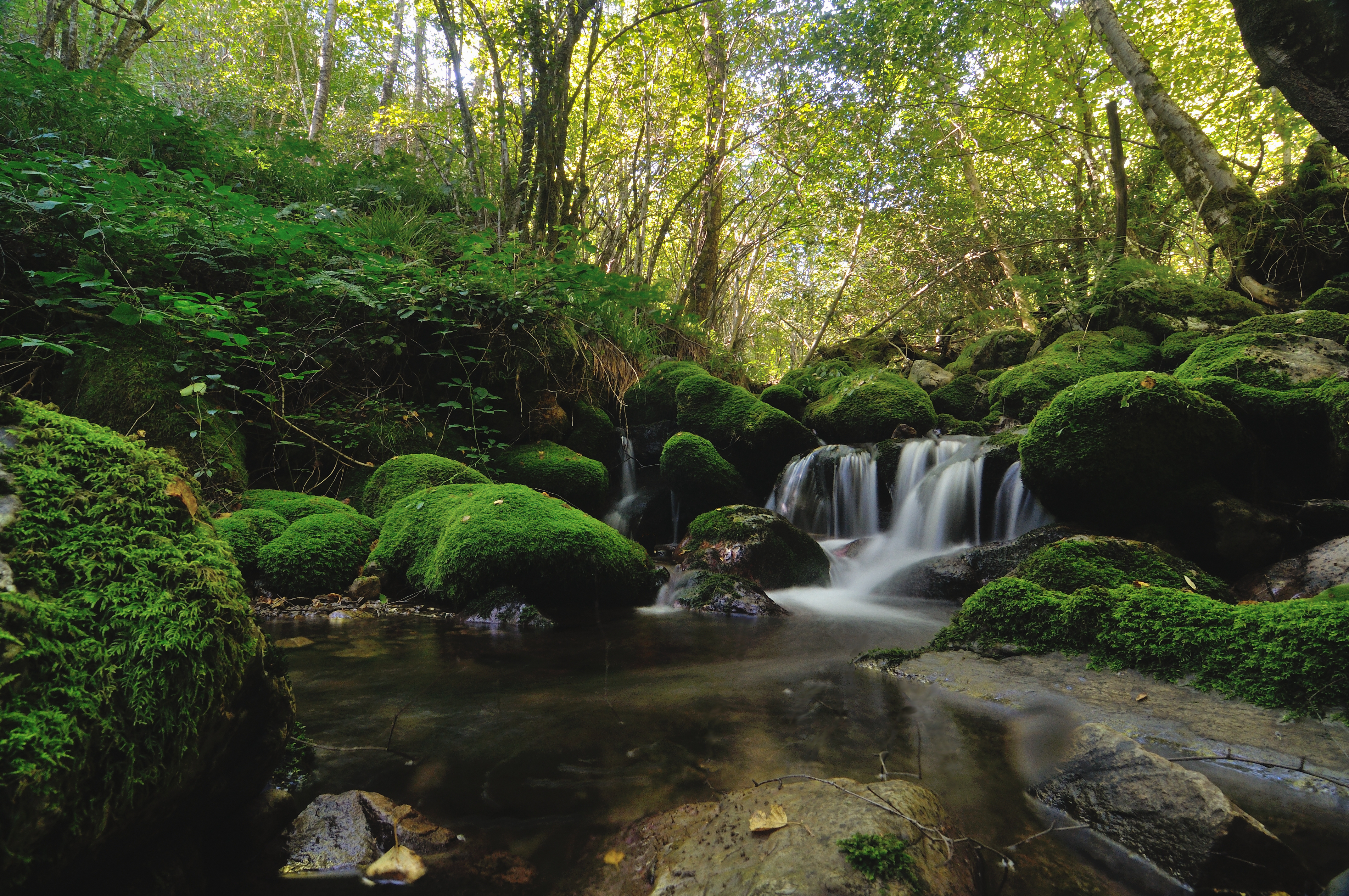
Area boscosa tipica dei Monti Cantabrici

La Cordigliera Cantabrica si divide in:
- Massiccio astur-leonés: si trova nella parte occidentale della cordigliera. Vi predominano le rocce paleozoiche, ripiegate con fosse tettoniche di orientazione est-ovest;
- Montagne di Cantabria: costituite principalmente di calcari mesozoici. Comprendono i Picos de Europa, anch'essi fatti di rocce calcaree;
- Monti Baschi, ad est; sono quelli che hanno risentito di più degli effetti dall'erosione.

La cima più alta è il Torre Cerredo di 2.648 metri nel massiccio dei Picos de Europa. Le regioni autonome in cui la Cordigliera passa sono: Paesi Baschi, Cantabria, Asturie e Castiglia e León. Rappresenta il limite sud della cosiddetta Spagna umida o verde. I versanti nord e sud sono molto differenti. A nord le montagne digradano verso il mare con pendii brevi e ripidi e i fiumi, di carattere torrentizio, scendono per le valli a forma di V. A sud c'è la Meseta.
Le sue cime superano i 2.000 metri nelle zone più elevate delle Asturie, del nord del León e Palencia e nella zona orientale della Cantabria. I venti più importanti, di origine oceanica, arrivando sulle montagne della cordigliera si raffreddano rapidamente. Questo provoca la condensazione del vapore acqueo trasportato e di conseguenza si producono abbondanti precipitazioni nel versante settentrionale o Cantabrico (anche più 2.000 mm annuali). Quando i venti passano sul versante meridionale invece l'aria è già più secca e quindi il clima è più arido.

### Orografia

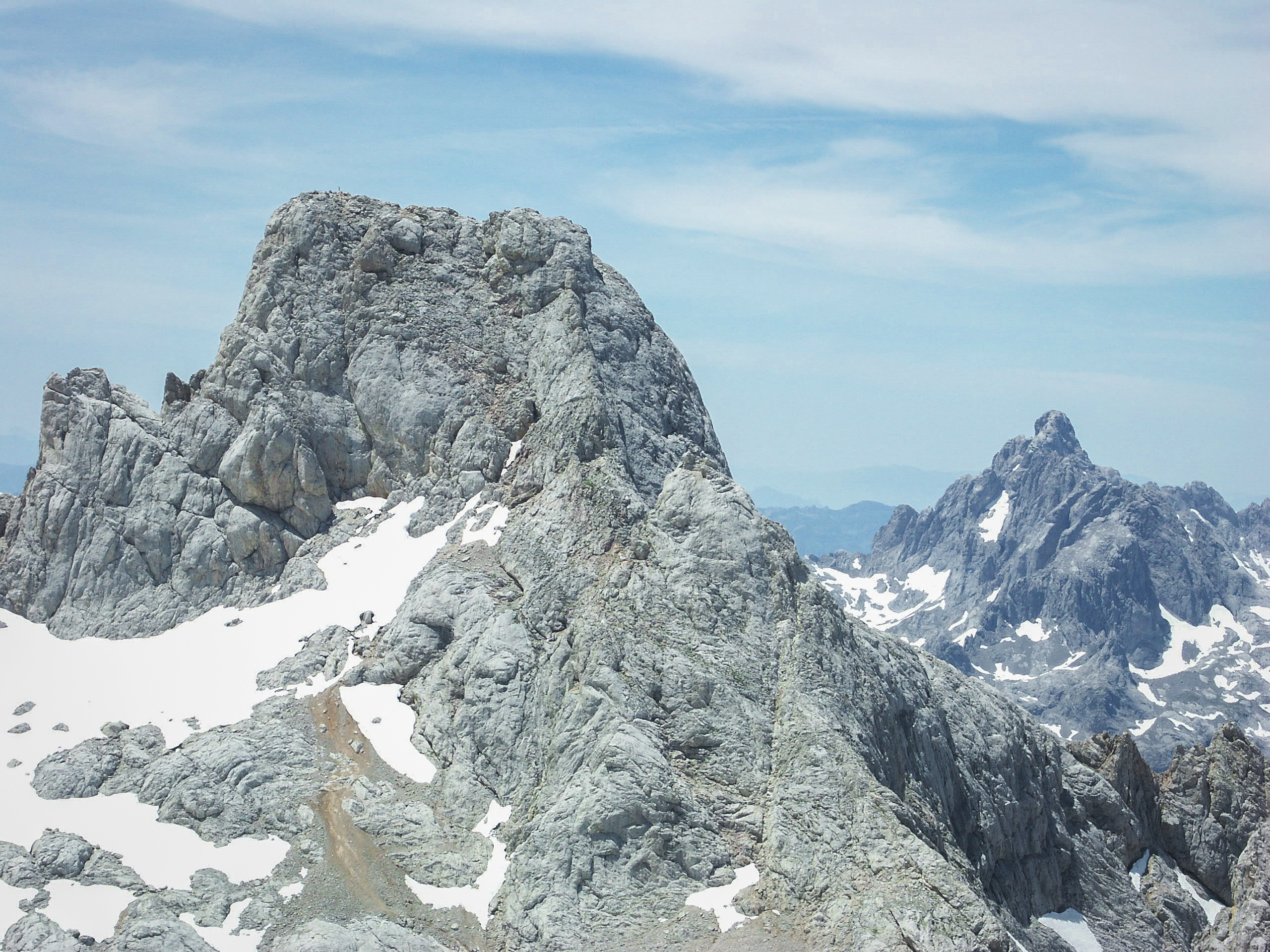
Torre Cerredo, con i suoi 2650 m, è la montagna più alta della cordigliera

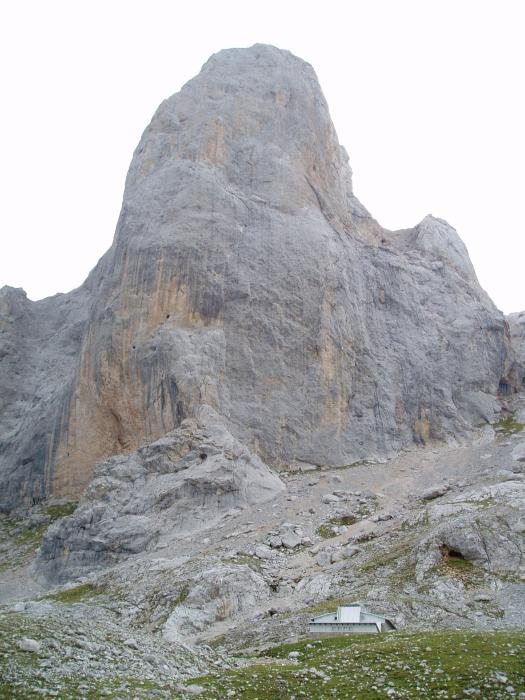
Naranjo de Bulnes, 2519 m

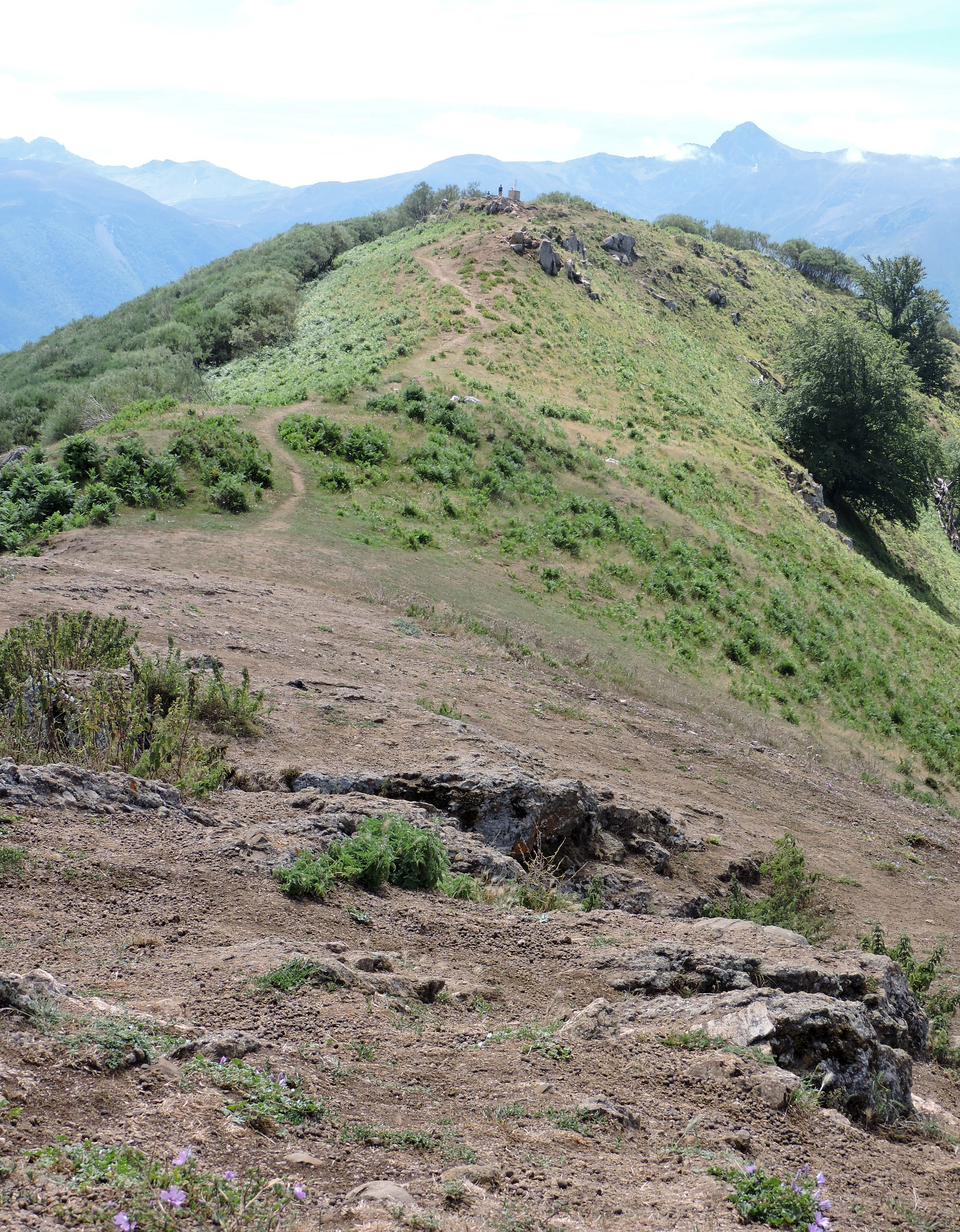
Pico Jano, 1446 m

| Nome                              | Catena                 | Altitudine (m) | Prominenza topografica (m) | Provincia             |
| --------------------------------- | ---------------------- | -------------- | -------------------------- | --------------------- |
| Torre Cerredo                     | Picos de Europa        | 2650           | 1933                       | León e Asturie        |
| Torre del Llambrión               | Picos de Europa        | 2642           | 302                        | León                  |
| Torre del Tiro Tirso              | Picos de Europa        | 2640           |                            | León                  |
| Torre sin Nombre                  | Picos de Europa        | 2638           |                            | León                  |
| Torre Blanca                      | Picos de Europa        | 2619           | 30                         | Cantabria e León      |
| Peña Vieja                        | Picos de Europa        | 2617           | 277                        | Cantabria             |
| Torre de la Palanca               | Picos de Europa        | 2614           |                            | León                  |
| Torre del Tiro Navarro I          | Picos de Europa        | 2602           |                            | Asturie Cantabria     |
| Torre del Hoyo Grande             | Picos de Europa        | 2602           |                            | Asturie               |
| Pico de Santa Ana I               | Picos de Europa        | 2601           |                            | Asturie Cantabria     |
| Torre Santa                       | Picos de Europa        | 2598           | 1135                       | León                  |
| Pico de Santa Ana II              | Picos de Europa        | 2596           |                            | Asturie               |
| Peña Prieta                       | Fuentes Carrionas      | 2538           | 929                        | Cantabria e Palencia  |
| Curavacas                         | Fuentes Carrionas      | 2520           |                            | Palencia              |
| Naranjo de Bulnes o Pico Urriellu | Picos de Europa        | 2519           | 205                        | Asturie               |
| Espigüete                         | Fuentes Carrionas      | 2450           |                            | Palencia              |
| Peña Ubiña                        | massiccio di Ubiña     | 2417           |                            | León e Asturie        |
| Picos del Fontán                  | massiccio di Ubiña     | 2414           |                            | Asturie               |
| Cuchillón                         | Sierra de Híjar        | 2222           |                            | Cantabria e Palencia  |
| Peña Ubiña Pequeña                | massiccio di Ubiña     | 2197           |                            | León                  |
| Peña de La Cruz                   | massiccio di Mampodre  | 2195           |                            | León                  |
| Peña Orniz                        | Babia-Somiedo          | 2194           |                            | León e Asturie        |
| Cornón                            | Laciana - Somiedo      | 2194           |                            | León e Asturie        |
| Montigüero                        | Babia                  | 2188           |                            | León                  |
| Pico Tres Mares                   | Sierra de Híjar        | 2175           |                            | Cantabria e Palencia  |
| Cuetamañinos                      | Sierra de Híjar        | 2144           |                            | Cantabria e Palencia  |
| Peña Ten                          | Ponga                  | 2142           |                            | León e Asturie        |
| Cornón                            | Sierra del Cordel      | 2125           |                            | Cantabria             |
| Cueto mañín                       | Sierra de Híjar        | 2122           |                            | Cantabria e Palencia  |
| Catoute                           | Sierra de Gistreo      | 2117           |                            | León                  |
| Peña Pileñes                      | Ponga                  | 2012           |                            | Asturie               |
| Cueto de la Horcada               | Sierra del Cordel      | 2111           |                            | Cantabria             |
| Tambarón                          | Sierra de Gistreo      | 2102           |                            | León                  |
| Cueto Iján                        | Sierra del Cordel      | 2085           |                            | Cantabria             |
| Nevadín                           | Sierra de Gistreo      | 2082           |                            | León                  |
| Cuetos de las Hoyas               | Sierra de Híjar        | 2079           |                            | Cantabria e Palencia  |
| La Vaca Rabona                    | Sierra del Cordel      | 2067           |                            | Cantabria             |
| Cueto Cordel                      | Sierra del Cordel      | 2061           |                            | Cantabria             |
| Peña Sagra                        | Sierra de Peña Sagra   | 2042           |                            | Cantabria             |
| Peña Labra                        | Sierra de Híjar        | 2018           |                            | Cantabria e Palencia  |
| Cueto de Arbas                    | Fuentes del Narcea     | 2007           |                            | Asturie               |
| Mustallar                         | Sierra de Los Ancares  | 1978           |                            | Lugo                  |
| Tiatordos                         | Ponga                  | 1952           |                            | Asturie               |
| Cueto de la Concilla              | Puertos de Sejos       | 1922           |                            | Cantabria             |
| Maciédome                         | Ponga                  | 1903           |                            | Asturie               |
| Castro Valnera                    | Montañas pasiegas      | 1718           | 866                        | Burgos e Cantabria    |
| Picón del Fraile                  | Montañas Pasiegas      | 1632           |                            | Burgos e Cantabria    |
| Peña Lusa                         | Montañas Pasiegas      | 1575           |                            | Burgos e Cantabria    |
| Aitxuri                           | Monti Baschi           | 1551           | 943                        | Gipuzkoa              |
| Pico Pierzu                       | Ponga                  | 1551           |                            | Asturie               |
| Aizkorri                          | Monti Baschi           | 1544           |                            | Provincia di Gipuzkoa |
| Pico Jano                         | massiccio del Coriscao | 1446           | 350                        | Cantabria             |
| Pico Humión                       | Montes Obarenes        | 1435           | 715                        | Burgos                |
| Irumugarrieta                     | Monti Baschi           | 1431           |                            | Navarra               |
| Porracolina                       | Montañas Pasiegas      | 1414           |                            | Cantabria             |
| Porra´l Mortillano                | massiccio di Hornijo   | 1413           |                            | Cantabria             |

## Ambiente

### Flora e fauna
I Monti Cantabrici ospitano un'importante varietà di vegetali come di animali. Fra questi ultimi spiccano l'orso bruno cantabrico (Ursus arctos pyrenaicus), considerato in pericolo di estinzione, il cui habitat si estende dalle Asturie, regione ove la sua presenza è maggiore, ad aree come nelle province di Léon, Palencia e Cantabria. Altri animali tipici locali sono una sottospecie di gallo cedrone, il lupo iberico e il rebeco, o camoscio cantabrico. Inoltre due riserve ospitano esemplari reintrodotti di bisonte europeo. 

Nei boschi cantabrici predomina il faggio.

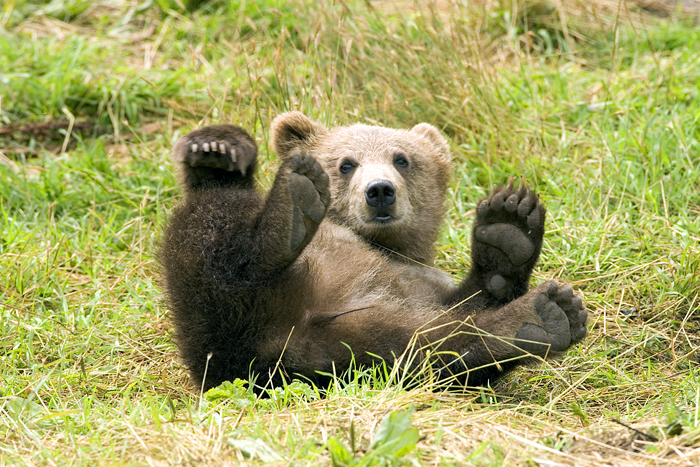
L'orso bruno cantabrico
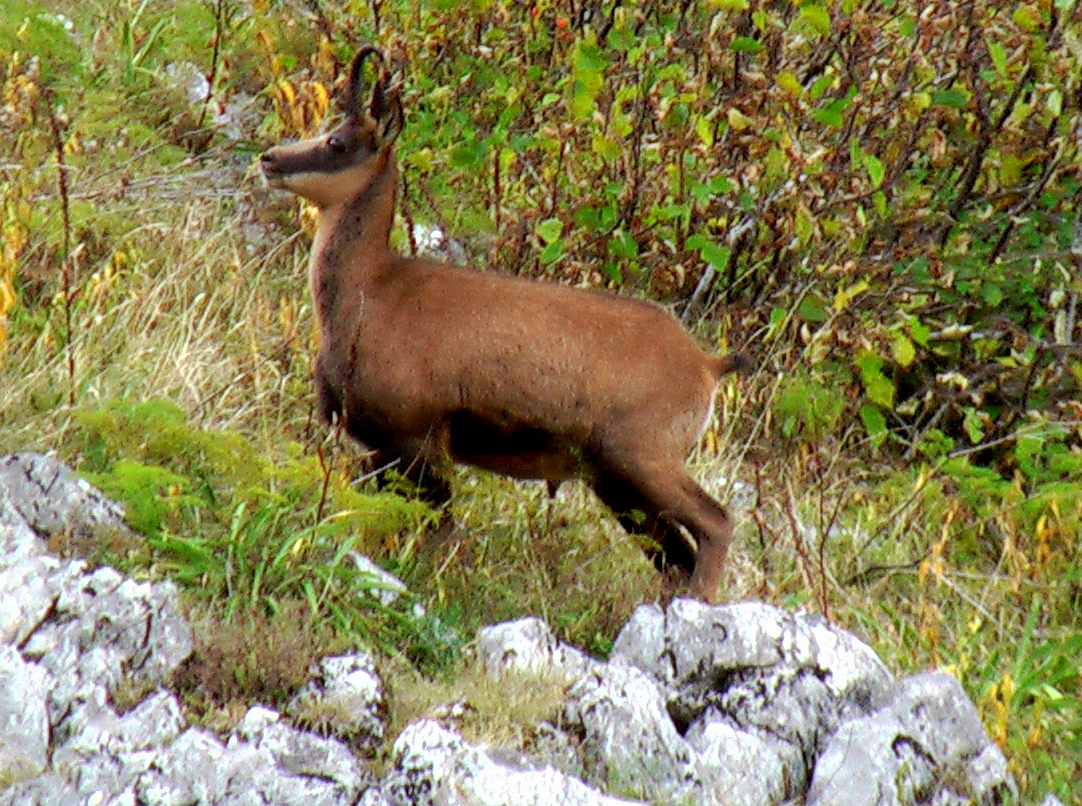
Il camoscio cantabrico
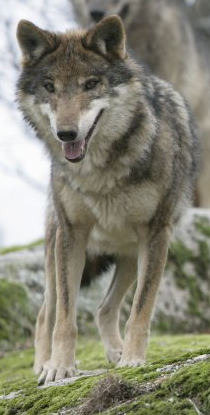
Il lupo iberico
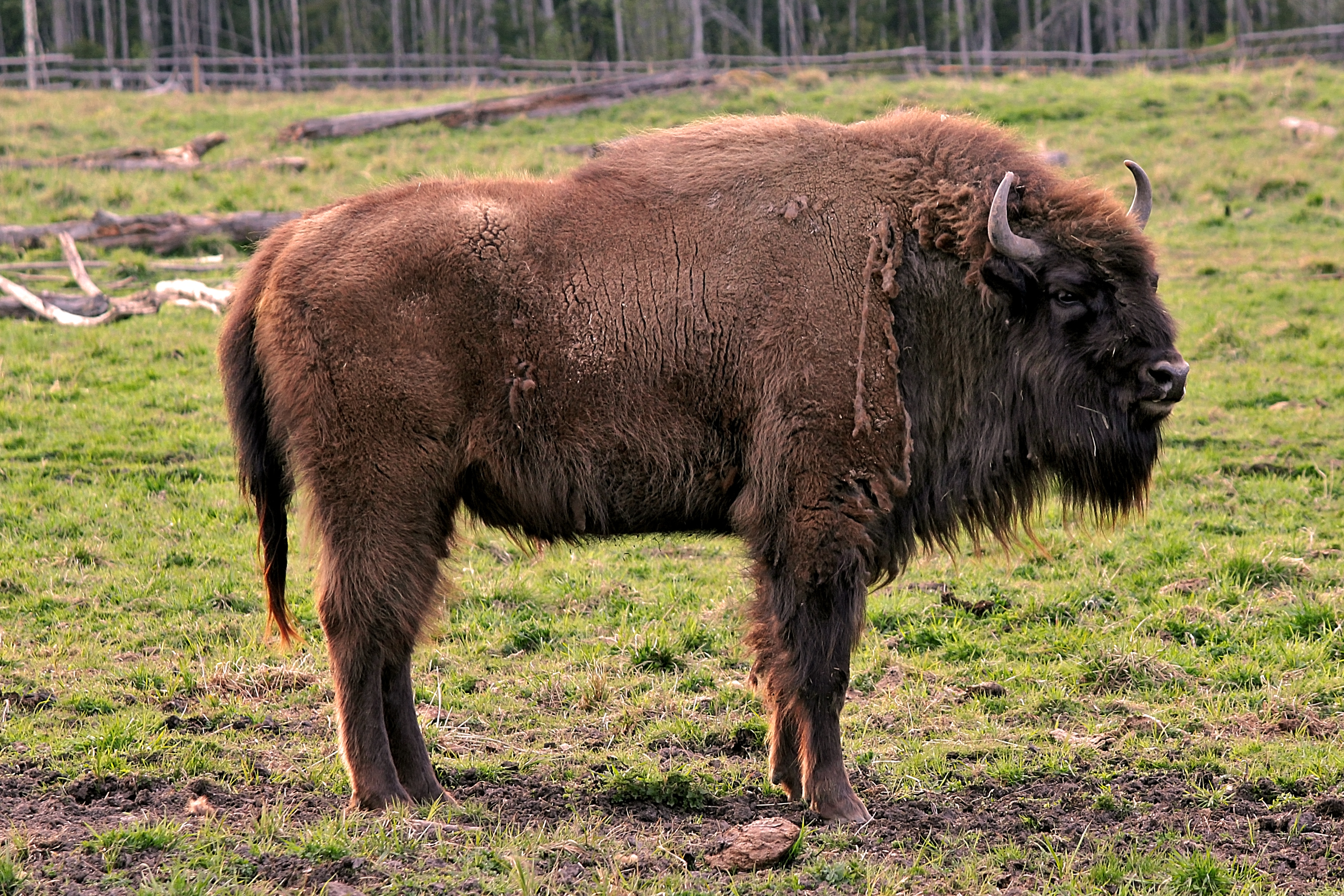
Il bisonte europeo

## Zone protette
Nella zona dei Monti Cantabrici vi sono numerose aree protette. Alcune di queste comprendono la rete del sistema dell'Unione europea, Natura 2000, e zone di protezione speciale per la conservazione di specie selvagge di uccelli.
- Parco nazionale dei Picos de Europa
- Riserva naturale Muniellos
- Parco naturale di Fuentes del Narcea, Degaña e Ibias
- Parco naturale Redes
- Parco naturale Somiedo
- Paesaggio protetto della Sierra del Sueve
- Parco naturale di Fuentes Carrionas e Fuente Cobre-Montaña Palentina
- Parco naturale di Saja-Besaya
- Parco naturale dei Collados del Asón
- Monumento nazionale Ojo Guareña